# Рибальська вулиця (Київ)
Риба́льська ву́лиця — вулиця в Печерському районі міста Києва, місцевість Печерськ. Пролягає від вулиці Князів Острозьких до Печерського узвозу (Телеграфного провулку).
Прилучається вулиця Гусовського.

## Історія
Вулиця відома з кінця XVIII століття під назвою Москотиньєвська (від прізвища І. Москотиньєва, який у 1763–1782 роках обіймав посаду київського віце-губернатора). Сучасна назва — з середини XIX століття, від прізвища київського війта (очільника міського магістрату) грека з походження Георгія Рибальського (1745-1813), який на початку ХІХ ст. спорудив на ній двоповерховий цегляний будинок. 
З XVII століття до пожежі 1811 року існувала також Рибальська вулиця на Подолі, ліквідована після перепланування.

## Пам'ятки історії та архітектури
За адресою Рибальська вулиця, буд. 22 знаходиться пам'ятка архітектури національного значення, одна з будівель Київської фортеці — Башта № 5 (споруджена у 1846 році).

## Персоналії
У будинку № 16 мешкав український історик та краєзнавець В. І. Щербина.

## Установи та заклади
- Пожежна частина № 1 (буд. № 14/16)

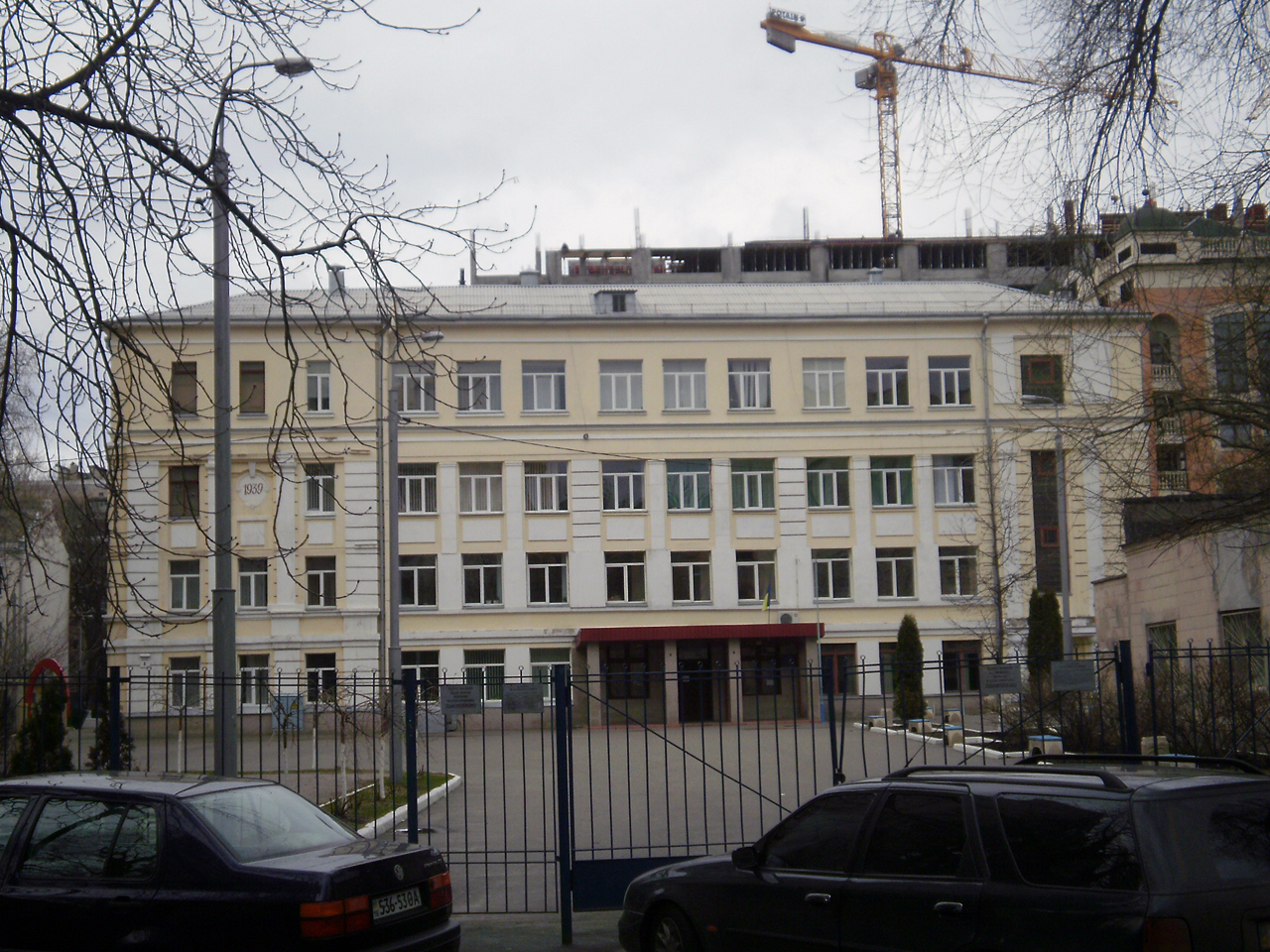
№ 4 – школа № 89, типовий проєкт

- Київська спеціалізована школа № 89 з поглибленим вивченням англійської мови (буд. № 4)
- Український НДІ пожежної безпеки МНС України (буд. № 18)
- Музей історії туалету (буд. № 22)